# Royal Lochnagar
Royal Lochnagar ist eine Whiskybrennerei in Ballater, Aberdeenshire, Schottland, Großbritannien. Sie liegt nahe am Fluss Dee etwa zwei Kilometer flussab vom in Privatbesitz der britischen Königsfamilie gelegenen Schloss Balmoral Castle. Die Brennerei ist nach dem nahegelegenen Berg Lochnagar benannt. Sie gehört zum Spirituosenkonzern Diageo (ehemals United Distillers). Der Whisky wird heute als Teil der Classic-Malts-Serie des Konzerns vermarktet. Die Brennereigebäude sind in den schottischen Denkmallisten in die Kategorie B einsortiert.

## Geschichte
Die Destillerie Lochnagar wurde 1845 von John Begg gegründet. Queen Victoria kaufte das Schloss Balmoral 1848 und stattete noch im selben Jahr der nebenan liegenden Brennerei einen Besuch ab. Begg wurde zum Hoflieferanten ernannt und die Destillerie konnte den Zusatz „Royal“ im Namen führen, was durch eine 2021 ausgestellte Bescheinigung (Royal Warrant of Appointment) bestätigt wurde. Ab 1916 war die Destillerie im Besitz der Distillers Company Ltd. und gehört somit heute zu Diageo.

## Der Whisky
Es gibt eine sehr weit verbreitete 12-jährige Abfüllung, welche auch in Supermärkten zu finden ist. Des Weiteren gibt es eine „Selected Reserve“ ohne Altersangabe. Bis ca. 2007 gab es den Royal Lochnagar in verschiedenen Abfüllungen in der Rare Malts Selection. Seit 2008 gibt es auch eine Distillers Edition, wie es für die Classic Malts üblich ist. Dafür wurde der Malt für einige Zeit in Moscatelfässern nachgelagert. Auch von unabhängigen Abfüllern gibt es immer wieder einzelne Abfüllungen im Handel, u. a. von Signatory und Douglas Laing. Royal Lochnagar ist Bestandteil verschiedener Blends, so z. B. in Johnnie Walker (Gold und Blue Label) und im Dimple.

## Besichtigungen
Royal Lochnagar verfügt über ein Besucherzentrum und kann besichtigt werden. 2023 betrug die Besucherzahl etwa 50.000 Personen.

## Galerie

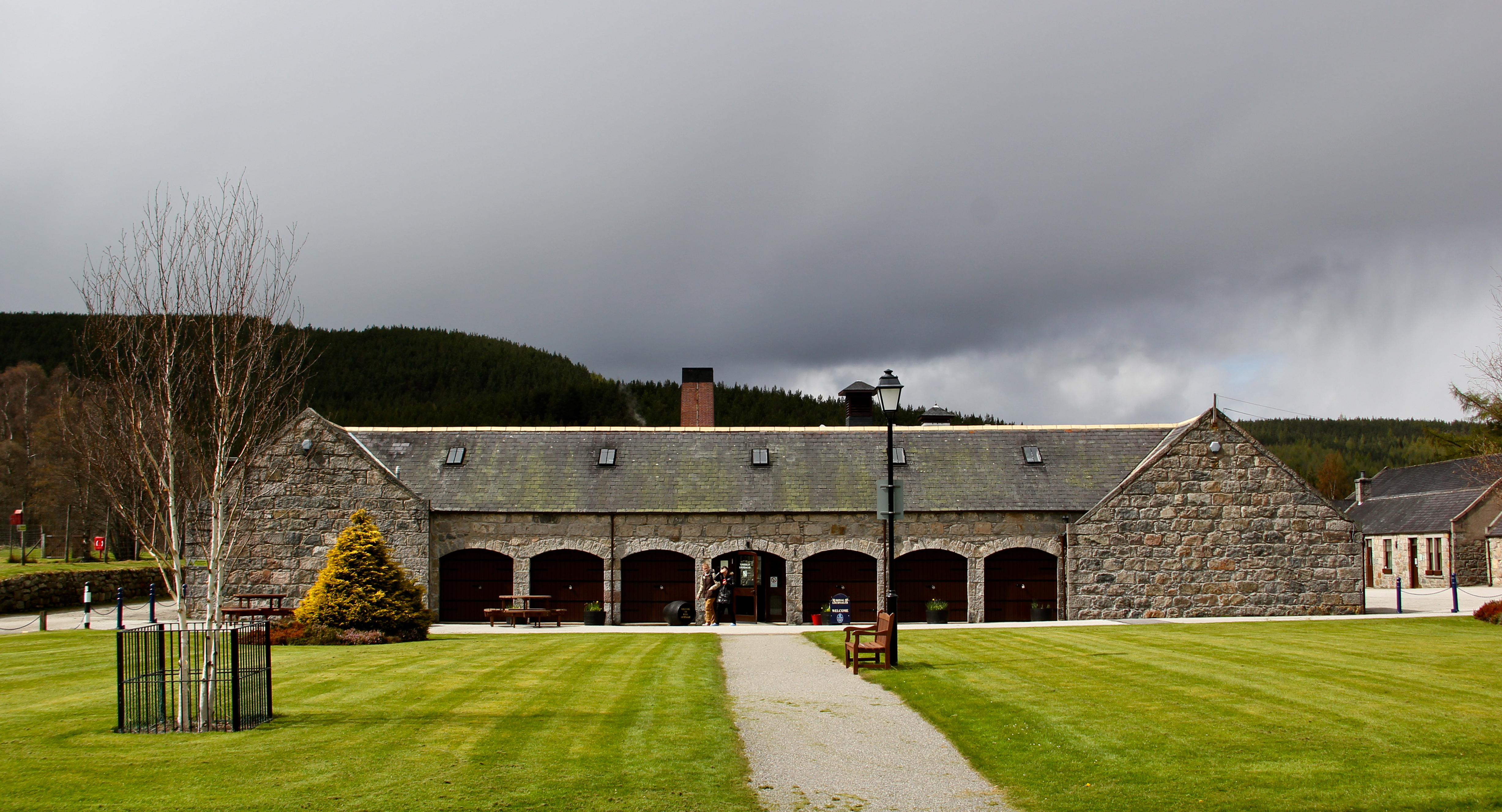
Hauptgebäude und Besucherzentrum